# Västmanlands runinskrifter Fv1972;266
Västmanlands runinskrifter Fv1972;266 är en medeltida runinskrift i en dörr av furu i Irsta kyrka, Irsta socken och Västerås kommun. Ristningen består av namnet "Henricus" inskuret med 1-2 centimeter stora runor. Den observerades 1970 vid en restaurering. Bredvid det ristade namnet finns ett litet kors inskuret. Namnet och korset tillsammans talar för att det är Sankt Henrik som avses.

## Inskriften
Translitterering av runraden:
henrikus
Normalisering till latin:
Henricus
Översättning till nusvenska:
Henricus